# 28 lutego
28 lutego jest 59. dniem w kalendarzu gregoriańskim. Do końca roku pozostało 306 (w latach przestępnych 307) dni.

## Święta
- Imieniny obchodzą: Antonia, August (w latach nieprzestępnych), Bogurad, Falibog, Gaja, Gajusz, Hilary, Józef, Kaja, Lech, Ludomir, Makary, Nadbor, Oswald, Roman, Sylwana i Tymoteusz.
- Andaluzja – Święto Andaluzji
- Finlandia – Dzień Kalevali
- Międzynarodowe – Dzień Chorób Rzadkich (w latach przestępnych 29 lutego; zapoczątkowany przez Europejską Federację Rodziców Pacjentów i Pacjentów z rzadkimi chorobami – EURORDIS)[1]
- Wspomnienia i święta w Kościele katolickim[2][3] obchodzą:
  - św. Hilary (papież)
  - bł. Daniel Brottier
  - św. Oswald z Worcesteru (biskup; również 29 lutego)
  - święte Marana i Cyra (pustelnice) (również 3 sierpnia)
  - św. Roman Jurajski (opat; również 29 lutego)
  - bł. Willana de Botti (tercjarka)

## Wydarzenia w Polsce
- 1483 – Król Kazimierz IV Jagiellończyk nadał prawa miejskie Sędziszowowi Małopolskiemu.
- 1520 – Wojna polsko krzyżacka: wojska hetmana wielkiego koronnego Mikołaja Firleja zdobyły Pieniężno.
- 1579 – Biskup krakowski Piotr Myszkowski zezwolił mieszkańcom Kielc na swobodny wyrób wódki i wina, zapewniając przy tym wyłączność na produkcję w całym kluczu dóbr biskupich.
- 1609:
  - Król Zygmunt III Waza nadał prawa miejskie Sokółce.
  - II wojna polsko-szwedzka: wojska hetmana wielkiego litewskiego Jana Karola Chodkiewicza zaatakowały bronioną przez Szwedów Parnawę, zdobywając ją 2 marca.
- 1793 – II rozbiór Polski: wojska pruskie zajęły Częstochowę i Nową Częstochowę, a następnie obległy twierdzę jasnogórską.
- 1813 – Rosja i Prusy podpisały traktat kaliski tworzący sojusz zaczepno-odporny przeciwko Francji.
- 1824 – W Wilnie zapadły dwa wyroki śmierci i wyroki dożywotniego pozbawienia wolności i zesłania na Syberię w procesie członków młodzieżowej organizacji Czarni Bracia z Krożów na Żmudzi.
- 1941 – Premiera filmu Żona i nie żona w reżyserii Emila Chaberskiego.
- 1943 – Na nowym cmentarzu żydowskim w Żelechowie Niemcy rozstrzelali kilkudziesięciu żydowskich rzemieślników pozostałych w mieście po likwidacji getta.
- 1944:
  - We wsi Huta Pieniacka w powiecie brodzkim na terenie dawnego województwa tarnopolskiego doszło do masakry 600-1500 Polaków. Według wyników śledztwa IPN pacyfikacji dokonali ochotnicy ukraińscy z 4. Pułku Policyjnego SS wraz z oddziałem UPA i składającym się z nacjonalistów ukraińskich oddziałem paramilitarnym.
  - W nocy z 28 na 29 lutego oddział UPA przy wsparciu ludności ukraińskiej dokonał masakry 156 Polaków we wsi Korościatyn na Podolu i pobliskiej stacji kolejowej.
  - W odwecie za zabicie kilku żandarmów przez polskich partyzantów Niemcy dokonali masakry 108 mieszkańców wsi Wanaty (województwo mazowieckie).
- 1945:
  - Krajowa Rada Narodowa wydała dotyczący volksdeutschów dekret „O wyłączeniu ze społeczeństwa polskiego wrogich elementów”.
  - W Łodzi odbył się zbiorowy pogrzeb ofiar masakry w więzieniu na Radogoszczu.
- 1948 – W swym pierwszym oficjalnym meczu reprezentacja Polski w piłce siatkowej mężczyzn przegrała w Warszawie z Czechosłowacją 2:3.
- 1952 – W więzieniu mokotowskim został stracony były gauleiter gdańskiego NSDAP i zbrodniarz nazistowski Albert Forster.
- 1953 – W wyniku prowokacji politycznej zamknięto Teatr Rapsodyczny w Krakowie.
- 1958 – Założono Kielecką Spółdzielnię Mieszkaniową.
- 1973 – 18 osób zginęło w katastrofie samolotu rządowego pod Szczecinem.
- 1981:
  - Dokonano oblotu szybowca SZD-52 Krokus.
  - Wprowadzono kartki na mięso i wędliny.
- 1995 – Założono Muzeum Zabawek w Karpaczu.
- 1996:
  - Wiceadm. Ryszard Łukasik zastąpił adm. Romualda Wagę na stanowisku dowódcy Marynarki Wojennej.
  - Założono fundację La Strada.
- 2003 – Premiera filmu Superprodukcja w reżyserii Juliusza Machulskiego.

## Wydarzenia na świecie

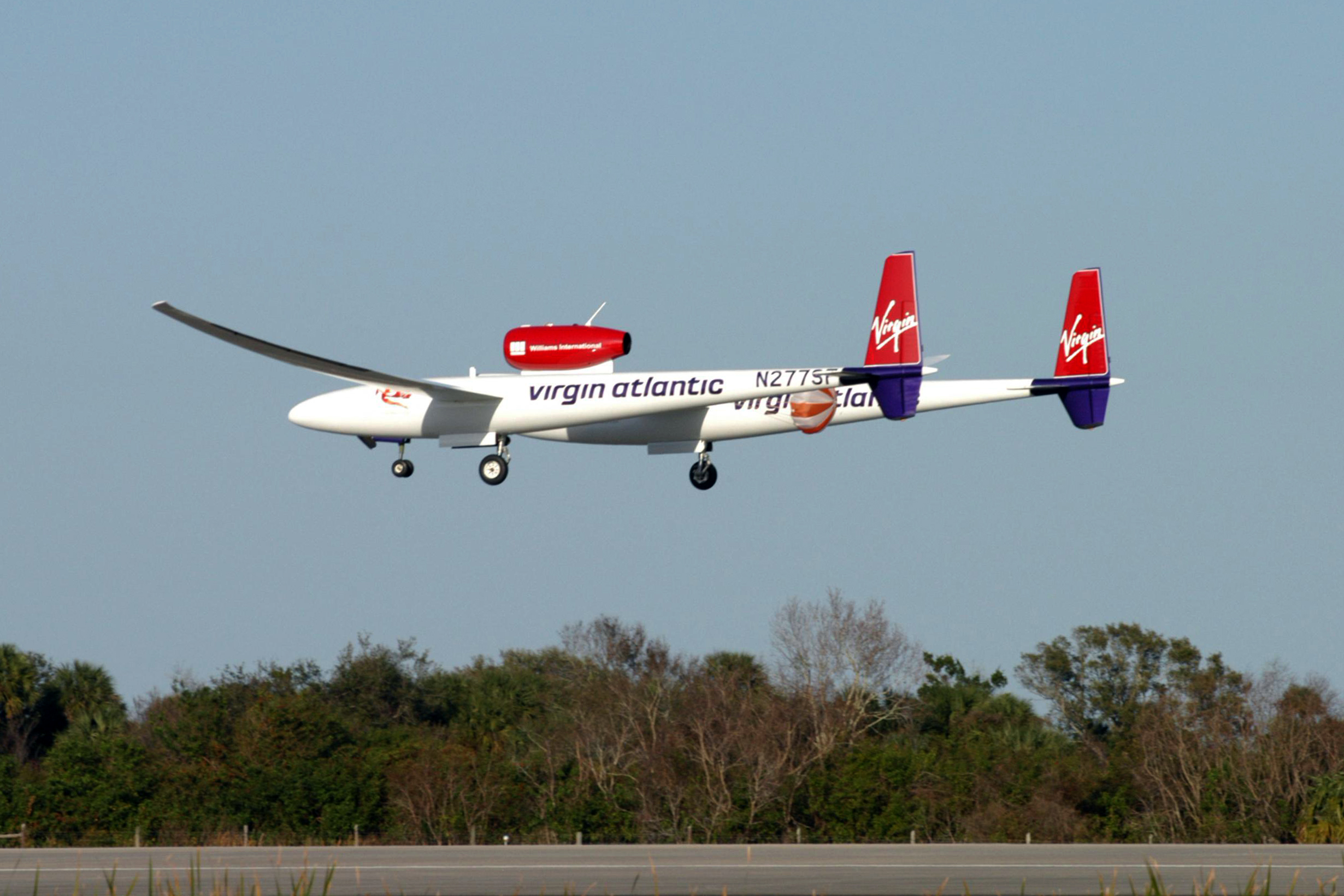
Samolot GlobalFlyer podchodzi do lądowania

- 380 – Cesarz wschodniorzymski Teodozjusz I Wielki nakazał wszystkim podległym mu ludom przyjęcie chrześcijańskiej wiary w Świętą Trójcę w formie przyjętej przez sobór nicejski w 325 roku.
- 870 – Na VIII soborze powszechnym w Konstantynopolu ekskomunikowano patriarchę Focjusza I Wielkiego. Zakończyło to trwającą od 863 roku schizmę Focjusza.
- 1296 – walki wewnętrzne w Szwajcarii: miała miejsce bitwa pod Coffrane.
- 1476 – Wojska księcia Burgundii Karola Śmiałego dokonały masakry 412 obrońców zdobytego szwajcarskiego miasta Grandson.
- 1525 – W Meksyku hiszpańscy konkwistadorzy powiesili ostatniego władcę Tenochtitlánu Cuauhtémoca.
- 1621:
  - Ferdynand II Medyceusz został wielkim księciem Toskanii.
  - Wojna trzydziestoletnia: został podpisany tzw. akord drezdeński – ugoda między cesarzem Ferdynandem II Habsburgiem a stanami śląskimi.
- 1609 – W Wyborgu został zawarty antypolski sojusz między carem Rosji Wasylem IV Szujskim a królem Szwecji zawarł Karolem IX Wazą.
- 1638 – Wojna trzydziestoletnia: zwycięstwo armii cesarskiej nad wojskami protestanckimi pod wodzą Bernarda Weimarskiego w I bitwie pod Rheinfelden.
- 1677 – Wojna Francji z koalicją hiszpańsko-austriacko-lotaryńską: armia francuska rozpoczęła oblężenie bronionej przez garnizon hiszpański twierdzy Valenciennes.
- 1785 – Został stracony przywódca zdławionego powstania chłopskiego w Siedmiogrodzie Vasile Ursu Nicola (znany jako Horea).
- 1801 – Zostały założone Zakłady Putiłowskie w Sankt Petersburgu, później jedna największych fabryk maszyn w Imperium Rosyjskim i ZSRR.
- 1823 – José de la Riva Agüero został prezydentem Peru.
- 1825 – Zawarto układ rosyjsko-brytyjski ustalający granicę między Alaską a Kanadą.
- 1835 – Elias Lönnrot opublikował pierwsze wydanie fińskiego eposu narodowego Kalevala.
- 1844 – W wyniku wybuchu pocisku artyleryjskiego na pokładzie okrętu wojennego „USS Princeton” na rzece Potomak zginęło 8 osób, w tym dwóch członków amerykańskiego rządu. Eksplozję przeżył m.in. prezydent John Tyler.
- 1848 – Rewolucja lutowa: francuski republikański rząd tymczasowy powołał tzw. Komisję Luksemburską (Komisję Rządu do Spraw Robotniczych), której posiedzenia z udziałem delegatów robotniczych (660) i przedstawicieli przedsiębiorstw (230) odbywały się w paryskim Pałacu Luksemburskim (stąd nazwa).
- 1854 – Założono amerykańską Partię Republikańską.
- 1861 – Utworzono Terytorium Kolorado.
- 1865 – W Peru wybuchło antyrządowe powstanie pod wodzą płk Mariano Ignacio Prado.
- 1878 – Austriacki astronom Johann Palisa odkrył planetoidę (184) Dejopeja.
- 1892 – Niemiecki konstruktor Rudolf Diesel opatentował silnik spalinowy.
- 1897 – Ostatnia królowa Madagaskaru Ranavalona III została zmuszona przez Francuzów do ustąpienia i emigracji.
- 1900:
  - II wojna burska: wojska brytyjskie zdobyły po trzech miesiącach oblężenia miasto Ladysmith.
  - Premiera amerykańskiego niemego filmu krótkometrażowego The Magician w reżyserii Edwina Portera.
- 1904 – W Lizbonie założono klub sportowy SL Benfica.
- 1907 – Zwodowano włoski niszczyciel „Lanciere”.
- 1922 – Egipt uzyskał niepodległość (od Wielkiej Brytanii).
- 1924 – W Wiedniu odbyła się premiera operetki Hrabina Marica Imre Kálmána.
- 1925 – Kanclerz Hans Luther został tymczasowym prezydentem Niemiec w miejsce zmarłego Friedricha Eberta.
- 1928 – Indyjski fizyk Chandrasekhara Venkata Raman odkrył tzw. efekt Ramana.
- 1933 – Po spłonięciu w wyniku podpalenia w nocy z 27 na 28 lutego gmachu Reichstagu w Berlinie, prezydent Paul von Hindenburg został nakłoniony przez Adolfa Hitlera i Franza von Papena do podpisania dekretu O ochronie narodu i państwa, który na tydzień przed przedterminowymi wyborami do Reichstagu zawieszał czasowo podstawowe prawa obywatelskie zawarte w konstytucji.
- 1935:
  - Amerykański chemik Wallace Hume Carothers wynalazł nylon.
  - W Irlandii wprowadzono zakaz sprzedaży środków antykoncepcyjnych.
- 1940 – Zwodowano brytyjski pancernik HMS „Duke of York”.
- 1941:
  - Premiera niemieckiego filmu wojennego Szwadron bojowy Lützow w reżyserii Hansa Bertrama.
  - W Bogocie założono klub piłkarski Independiente Santa Fe.
- 1942:
  - Front zachodni: w nocy 27 na 28 lutego brytyjscy komandosi dokonali rajdu na Bruneval we Francji, zdobywając części niemieckiego radaru obrony przeciwlotniczej.
  - Wojna na Pacyfiku: lecący z Jawy do Broome w Australii Zachodniej, należący do australijskich linii Qantas samolot Short Empire został zestrzelony przez japońskie myśliwce, w wyniku czego zginęło wszystkich 20 osób na pokładzie.
- 1943:
  - Członkowie norweskiego ruchu oporu zniszczyli niemieckie urządzenie do produkcji i 1,4 tony ciężkiej wody.
  - Kampania śródziemnomorska: niedaleko Syrakuz został zatopiony przez amerykańskie samoloty przejęty od Francuzów włoski okręt podwodny FR 111 wraz z całą, 23-osobową załogą.
- 1947 – Incydent 28 lutego: w Tajpej na Tajwanie żołnierze otworzyli ogień do tłumu demonstrantów domagających się demokratyzacji życia publicznego.
- 1953 – Amerykanin James Watson i Brytyjczyk Francis Crick ogłosili, że na podstawie rentgenogramów odkryli strukturę DNA.
- 1954 – Haszim al-Atasi został po raz trzeci prezydentem Syrii.
- 1959 – CIA i USAF wystrzeliły pierwszego w historii satelitę orbity polarnej Discoverer 1.
- 1960 – Zakończyły się VIII Zimowe Igrzyska Olimpijskie w amerykańskim Squaw Valley.
- 1965 – Powstała amerykańska awangardowa grupa rockowa Captain Beefheart and His Magic Band.
- 1966 – Premiera szwedzkiego filmu Moja siostra, moja miłość w reżyserii Vilgota Sjömana.
- 1967 – W Brazylii został aresztowany Austriak Franz Stangl, jeden z głównych wykonawców Holokaustu, komendant niemieckich obozów zagłady Treblinka i Sobibór.
- 1971 – Zniesiono ruch lewostronny w Sierra Leone.
- 1972 – Zakończyła się tygodniowa wizyta prezydenta USA Richarda Nixona w Chinach.
- 1974 – USA i Egipt wznowiły stosunki dyplomatyczne, zerwane w 1967 roku.
- 1975:
  - Premiera włosko-francusko-hiszpańskiego filmu Zawód: Reporter w reżyserii Michelangela Antonioniego.
  - W katastrofie na stacji Moorgate w londyńskim metrze zginęły 43 osoby, a 74 zostały ranne.
  - W wyniku wybuchu pyłu węglowego w ciepłowni w czeskim Brnie zginęło na miejscu lub zmarło w szpitalach 18 osób, a 30 odniosło obrażenia.
- 1986:
  - Premier Szwecji Olof Palme został zastrzelony w centrum Sztokholmu przez nieznanego sprawcę.
  - W Hadze podpisano Jednolity Akt Europejski (JAE).
- 1993 – 4 agentów zginęło, a 19 zostało rannych w strzelaninie między funkcjonariuszami ATF (Biura ds. Alkoholu, Tytoniu, Broni Palnej oraz Materiałów Wybuchowych) a członkami sekty Gałąź Dawidowa, podczas próby dokonania rewizji ich siedziby na farmie w Waco w Teksasie.
- 1994 – Wojna w Bośni: 4 serbskie samoloty bojowe zostały zestrzelone w strefie zakazu lotów nad Bośnią. Była to pierwsza w historii akcja militarna NATO.
- 1996 – Rosja została przyjęta do Rady Europy.
- 1997:
  - Po napadzie na bank w Hollywood doszło do najdłuższej strzelaniny w dziejach amerykańskiej policji.
  - W wyniku trzęsienia ziemi w północno-wschodnim Iranie zginęło 1100 osób, a 2600 zostało rannych.
- 1998:
  - Armia jugosłowiańska rozpoczęła ofensywę przeciw Armii Wyzwolenia Kosowa (UÇK).
  - Dokonano oblotu amerykańskiego bezzałogowego samolotu rozpoznawczego RQ-4 Global Hawk.
  - Jorge Mario Bergoglio (późniejszy papież Franciszek) został arcybiskupem metropolitą Buenos Aires i prymasem Argentyny.
- 2001 – Około 400 osób zostało rannych w trzęsieniu ziemi o sile 6,8 stopnia w skali Richtera z epicentrum koło stolicy amerykańskiego stanu Waszyngton Olympii.
- 2003 – Václav Klaus został wybrany przez Zgromadzenie Narodowe na urząd prezydenta Czech.
- 2004 – Ponad milion mieszkańców Tajwanu utworzyło żywy łańcuch wzdłuż zachodniego wybrzeża wyspy w celu uczczenia rocznicy incydentu z 28 lutego 1947.
- 2005:
  - Amerykański miliarder Steve Fossett rozpoczął solowy lot dookoła świata na pokładzie samolotu GlobalFlyer.
  - W Burundi odbyło się referendum zatwierdzające nową konstytucję.
  - W samobójczym zamachu bombowym na centrum rekrutacyjne policji w mieście Al-Hilla w Iraku zginęło 127 osób, a kilkaset zostało rannych.
- 2009 – Justyna Kowalczyk zdobyła złoty medal w biegu na 30 km techniką dowolną na Mistrzostwach Świata w czeskim Libercu.
- 2010 – Zakończyły się XXI Zimowe Igrzyska Olimpijskie w kanadyjskim Vancouver.
- 2013 – Papież Benedykt XVI zrezygnował z urzędu.
- 2014 – Kryzys krymski: rosyjscy żołnierze opanowali Port lotniczy Sewastopol.
- 2016 – Odbyła się 88. ceremonia wręczenia Oscarów.
- 2022 – Prezydent Wołodymyr Zełenski podpisał wniosek o członkostwo Ukrainy w Unii Europejskiej[4].
- 2023:
  - Nikos Christodulidis został prezydentem Cypru.
  - W wyniku zderzenia pociągu osobowego z towarowym w dolinie Tempe koło Larisy w Grecji zginęło 57 osób, a 85 zostało rannych.

## Eksploracja kosmosu
- 1974 – Utracono kontakt z radziecką sondą kosmiczną Mars 5.
- 1990 – Rozpoczęła się misja STS-36 wahadłowca Atlantis.
- 2007 – Amerykańska sonda kosmiczna New Horizons przeleciała obok Jowisza.

## Urodzili się
- 1155 – Henryk Młody Król, hrabia Andegawenii (zm. 1183)
- 1261 – Małgorzata Szkocka, królowa Norwegii (zm. 1283)
- 1462 – Joanna la Beltraneja, księżna Asturii, królowa Portugalii (zm. 1530)
- 1488 – (lub 2 czerwca) Henricus Glareanus, szwajcarski humanista, historyk, muzyk, poeta (zm. 1563)
- 1518 – Franciszek III, delfin Francji, książę Bretanii (zm. 1536)
- 1533 – Michel de Montaigne, francuski pisarz, filozof, humanista (zm. 1592)
- 1552 – Joost Bürgi, szwajcarski matematyk, astronom (zm. 1632)
- 1567 – Eleonora Medycejska, księżniczka toskańska (zm. 1611)
- 1573 – Elias Holl, niemiecki architekt (zm. 1646)
- 1582 – (lub 1583) Godfrey Goodman, angielski duchowny anglikański, biskup Gloucester (zm. 1656)
- 1616:
  - Kaspar Förster (młodszy), niemiecki kompozytor (zm. 1673)
  - Friedrich von Hessen, niemiecki duchowny katolicki, biskup wrocławski (zm. 1682)
- 1644 – Fryderyka, księżniczka wirtemberska, księżna Oettingen (zm. 1674)
- 1675 – Guillaume Delisle, francuski geograf, kartograf (zm. 1726)
- 1683 – René-Antoine Ferchault de Réaumur, francuski fizyk, przyrodnik, entomolog (zm. 1757)
- 1690 – Aleksy Romanow, rosyjski carewicz (zm. 1718)
- 1692 – Kazimierz Stanisław Pałaszowski, polski duchowny katolicki, teolog, rektor Akademii Krakowskiej (zm. 1758)
- 1701 – Jacek Józef Rybiński, polski cysters (zm. 1782)
- 1704 – Hans Hermann von Katte, pruski porucznik (zm. 1730)
- 1712 – Louis-Joseph de Montcalm, francuski markiz, generał (zm. 1759)
- 1713 – Louis Auguste-Augustin d’Affry, francuski hrabia, dyplomata, wojskowy pochodzenia szwajcarskiego (zm. 1793)
- 1724 – George Townshend, brytyjski arystokrata, wojskowy, polityk (zm. 1807)
- 1735 – Alexandre-Théophile Vandermonde, francuski matematyk (zm. 1796)
- 1743 – René-Just Haüy, francuski mineralog (zm. 1822)
- 1750 – Ignacy Potocki, polski działacz polityczny i oświatowy, publicysta, dramatopisarz, poeta, pedagog, historyk (zm. 1809)
- 1754 – Gheorghe Șincai, rumuński historyk, filolog, tłumacz, poeta, teolog (zm. 1816)
- 1757 – Antonio Gabriele Severoli, włoski kardynał (zm. 1824)
- 1759 – Pietro Caprano, włoski kardynał (zm. 1834)
- 1782 – Józef Bożek, polski konstruktor, mechanik, wynalazca (zm. 1835)
- 1788 – Ezekiel Forman Chambers, amerykański polityk, senator (zm. 1867)
- 1792:
  - Karl Ernst von Baer, rosyjski biolog pochodzenia niemieckiego (zm. 1876)
  - Johann Georg Hiedler, Austriak, austriacki młynarz, biologiczny dziadek Adolfa Hitlera (zm. 1857)
- 1797 – Fryderyk, holenderski książę, admirał (zm. 1881)
- 1799 – Ignaz von Döllinger, niemiecki teolog, historyk, polityk (zm. 1890)
- 1800:
  - Roman Czarnomski, polski szlachcic, oficer Wojska Polskiego Królestwa Kongresowego, generał Komuny Paryskiej (zm. 1892)
  - Jean-Baptiste Vérany, francuski farmaceuta, przyrodnik (zm. 1865)
- 1801:
  - Jan Scipio del Campo, polski duchowny katolicki, bibliofil (zm. 1890)
  - Maciej Wołonczewski, litewski duchowny katolicki, biskup żmudzki, teolog, etnograf, pisarz, historyk (zm. 1875)
- 1807 – Franciszek Błędowski, polski pułkownik (zm. 1875)
- 1808 – Stephen Selwyn Harding, amerykański polityk (zm. 1891)
- 1812 – Berthold Auerbach, niemiecki pisarz (zm. 1882)
- 1813 – Pōmare IV, król Tahiti (zm. 1877)
- 1818 – (lub 1819) Aleksander Albert Krajewski, polski publicysta, tłumacz (zm. 1903)
- 1819:
  - Ryszard Berwiński, polski poeta, tłumacz, folklorysta (zm. 1879)
  - Warłaam (Czerniawski), rosyjski biskup prawosławny (zm. 1889)
- 1820 – John Tenniel, brytyjski malarz, ilustrator (zm. 1914)
- 1823:
  - Fryderyk Franciszek II, wielki książę Meklemburgii i Schwerinu (zm. 1883)
  - Ernest Renan, francuski pisarz, historyk, filozof (zm. 1892)
- 1824 – Charles Blondin, francuski linoskoczek (zm. 1897)
- 1825 – Aleksiej Uwarow, rosyjski archeolog (zm. 1884)
- 1827 – Stevenson Archer, amerykański polityk (zm. 1898)
- 1833 – Alfred von Schlieffen, niemiecki generał (zm. 1913)
- 1837 – Roman Żuliński, polski matematyk, polityk (zm. 1864)
- 1838 – Justyn Ranfer de Bretenieres, francuski misjonarz, męczennik, święty (zm. 1866)
- 1840 – Henri Duveyrier, francuski podróżnik, badacz Sahary (zm. 1892)
- 1841 – Adrien Albert Marie de Mun, francuski polityk, katolicki działacz społeczny (zm. 1914)
- 1845 – Mikołaj Szczęsny Potocki, polski magnat (zm. 1921)
- 1846:
  - Oskar Fabian, polski matematyk, fizyk (zm. 1899)
  - Żambył Żabajew, kazachski poeta ludowy, akyn (zm. 1945)
- 1847 – Salomon Eberhard Henschen, szwedzki neurolog, wykładowca akademicki (zm. 1830)
- 1848:
  - Gieorgij Afanasjew, rosyjski historyk, dziennikarz, polityk (zm. 1925)
  - Jan Domaszewski, polski prawnik (zm. 1915)
  - Stanisław Jan Kanty Stadnicki, polski hrabia, ziemianin, polityk (zm. 1915)
- 1849:
  - Joseph von Mering, niemiecki lekarz (zm. 1908)
  - John R. Musick, amerykański prozaik, poeta (zm. 1901)
- 1850 – Roman Szymanowski, polski prawnik, urzędnik, polityk (zm. 1916)
- 1852 – Antoni Maria Schwartz, austriacki pijar, błogosławiony (zm. 1929)
- 1854 – Juliusz Zarębski, polski pianista, kompozytor (zm. 1885)
- 1857:
  - Roman Kochanowski, polski malarz, rysownik (zm. 1945)
  - Alfred Loisy, francuski duchowny i teolog katolicki (zm. 1940)
- 1860:
  - François Anthoine, francuski generał (zm. 1944)
  - Basil Spalding de Garmendia, amerykański tenisista (zm. 1932)
- 1863 – Gheorghe Marinescu, rumuński neurolog (zm. 1938)
- 1865 – Moina Mathers, francuska artystka, okultystka (zm. 1928)
- 1866 – Wiaczesław Iwanow, rosyjski poeta, dramaturg, filozof, tłumacz, krytyk literacki (zm. 1949)
- 1869 – Helena Malczewska, polska działaczka charytatywna (zm. 1936)
- 1872 – Mehdi Frashëri, albański polityk (zm. 1963)
- 1873 – William Murdoch, brytyjski marynarz (zm. 1912)
- 1876 – John Alden Carpenter, amerykański kompozytor (zm. 1951)
- 1877:
  - Siergiej Bortkiewicz, rosyjski kompozytor pochodzenia polskiego (zm. 1952)
  - Henri Breuil, francuski duchowny katolicki, archeolog, antropolog, geolog (zm. 1961)
- 1878 – Pierre Fatou, francuski matematyk, astronom (zm. 1929)
- 1880 – Jerzy Gattaws, polski urzędnik, kawaler Orderu Virtuti Militari (zm. ?)
- 1881 – Fernand Sanz, hiszpański kolarz torowy (zm. 1925)
- 1882 – Geraldine Farrar, amerykańska śpiewaczka operowa (sopran) (zm. 1967)
- 1883 – Gheorghe Argeșanu, rumuński generał, polityk, premier Rumunii (zm. 1940)
- 1884 – Ants Piip, estoński dyplomata, polityk, premier i prezydent Estonii (zm. 1942)
- 1886 – Frank Bede-Smith, australijski rugbysta (zm. 1954)
- 1889 – Pawieł Dybienko, radziecki dowódca wojskowy (zm. 1938)
- 1891 – Roman Abraham, polski generał, prawnik (zm. 1976)
- 1892 – Roman Odzierzyński, polski generał brygady, polityk, premier RP na uchodźstwie (zm. 1975)
- 1893:
  - Józef Pilarski, polski aktor (zm. 1972)
  - Wsiewołod Pudowkin, rosyjski reżyser filmowy (zm. 1953)
- 1894:
  - Kazimierz Czyżowski, polski poeta, dramaturg, publicysta (zm. 1977)
  - Ben Hecht, amerykański scenarzysta, reżyser, producent, dramaturg, prozaik pochodzenia żydowskiego (zm. 1964)
- 1895:
  - Mikołaj Bunkerd Kitbamrung, tajski duchowny katolicki, męczennik, błogosławiony (zm. 1944)
  - Marcel Pagnol, francuski prozaik, dramaturg, reżyser filmowy (zm. 1974)
- 1896 – Philip Showalter Hench, amerykański lekarz reumatolog, laureat Nagrody Nobla (zm. 1965)
- 1898 – Zeki Rıza Sporel, turecki piłkarz (zm. 1969)
- 1899 – Harold Farncomb, australijski kontradmirał (zm. 1971)
- 1900:
  - Rubin Feldszuh, polsko-izraelski hebraista, działacz syjonistyczny, pisarz, dziennikarz (zm. 1980)
  - Paweł Kocot, polski kolejarz, polityk, poseł na Sejm PRL (zm. 1994)
  - Tadeusz Kunicki, polski dyplomata (zm. 1951)
  - Jadwiga Umińska, polska malarka, graficzka, ilustratorka (zm. 1983)
- 1901:
  - Irena Dąbkowska, polska botanik, geolog, pedagog, żołnierka AK (zm. 1943)
  - Paul de Lavallaz, szwajcarski piłkarz (zm. 1994)
  - Rudolf Nilsen, norweski poeta, dziennikarz (zm. 1929)
  - Linus Pauling, amerykański fizyk, chemik, wykładowca akademicki, dwukrotny laureat Nagrody Nobla (zm. 1994)
  - Harry Thomas, walijski piłkarz (zm. ?)
  - Romuald Smorczewski, polski malarz (zm. 1962)
  - Zofia Szletyńska, polska aktorka (zm. 1996)
- 1902:
  - Michaił Dienisow, radziecki polityk (zm. 1973)
  - Joanna Poraska, polska aktorka (zm. 1985)
  - Wasilij Wachruszew, radziecki polityk (zm. 1947)
- 1903:
  - Vincente Minnelli, amerykański reżyser filmowy i teatralny pochodzenia włosko-kanadyjskiego (zm. 1986)
  - Józef Wolski, polski kapitan piechoty (zm. 1942)
- 1904:
  - Alfred Bohrmann, niemiecki astronom, wykładowca akademicki (zm. 2000)
  - Anthony Havelock-Allan, brytyjski scenarzysta i producent filmowy (zm. 2003)
  - Vladimír Novák, czechosłowacki biegacz narciarski (zm. 1986)
  - Medar Shtylla, albański lekarz weterynarii, wykładowca akademicki, polityk komunistyczny (zm. 1963)
- 1905:
  - Julio Mueller, meksykański zawodnik polo (zm. 1984)
  - Lucia Valerio, włoska tenisistka (zm. 1996)
- 1906:
  - Leon Mazurek, polski zapaśnik (zm. 1940)
  - Josef Molzer, austriacki piłkarz, trener (zm. 1987)
  - Bugsy Siegel, amerykański gangster pochodzenia żydowskiego (zm. 1947)
  - Juliusz Starzyński, polski historyk i krytyk sztuki, wykładowca akademicki (zm. 1974)
  - Wiesław Wernic, polski pisarz, publicysta (zm. 1986)
- 1907:
  - Milton Caniff, amerykański autor komiksów (zm. 1988)
  - Bertil Linde, szwedzki hokeista (zm. 1990)
  - Jerzy Lis, polski harcmistrz, plutonowy (zm. 1944)
  - Emilian Stanew, bułgarski pisarz (zm. 1979)
- 1908:
  - Jan Betley, polski malarz (zm. 1980)
  - Edvīns Bietags, łotewski zapaśnik (zm. 1983)
  - Alexander Golitzen, amerykański scenograf filmowy pochodzenia rosyjskiego (zm. 2005)
  - Chuck Hyatt, amerykański koszykarz, trener (zm. 1978)
  - Aleksiej Podolski, radziecki generał major lotnictwa (zm. 1992)
  - Aleksander Rummel, polski inżynier, konstruktor (zm. 1993)
  - Albert Scherrer, szwajcarski kierowca wyścigowy (zm. 1986)
  - Adolf Zimmer, polski piłkarz, podporucznik rezerwy piechoty (zm. 1940)
- 1909:
  - Ketti Frings, amerykańska dramatopisarka (zm. 1981)
  - Teiichi Matsumaru, japoński piłkarz (zm. 1997)
  - Frank Righeimer, amerykański florecista, szpadzista (zm. 1998)
  - Pawieł Sieriebriakow, rosyjski pianista (zm. 1977)
  - Stephen Spender, brytyjski poeta, prozaik, tłumacz (zm. 1995)
  - Roman Tomczyk, polski żołnierz, dziennikarz, pisarz, pedagog (zm. 1979)
- 1910:
  - George Jefferson, amerykański lekkoatleta, tyczkarz (zm. 1996)
  - Roman Maciejewski, polski kompozytor, pianista, dyrygent (zm. 1998)
  - Nicolas Rossolimo, francusko-amerykański szachista (zm. 1975)
  - Rozalia Szafraniec, polska matematyk, astronom (zm. 2001)
  - Stanisław Wasilewski, polski działacz komunistyczny i partyjny, poseł na Sejm PRL (zm. ?)
- 1911:
  - Denis Parsons Burkitt, brytyjski chirurg (zm. 1993)
  - Wacław Gajewski, polski genetyk, wykładowca akademicki (zm. 1997)
  - Amir Hamzah, indonezyjski poeta (zm. 1946)
  - Józef Michalski, polski duchowny katolicki, administrator apostolski w Gorzowie Wielkopolskim (zm. 1998)
  - Bernd Scholz, niemiecki kompozytor (zm. 1969)
  - Otakar Vávra, czeski reżyser i scenarzysta filmowy, pedagog (zm. 2011)
- 1912:
  - Bertil Bernadotte, szwedzki książę (zm. 1997)
  - Clara Petacci, włoska kochanka Benito Mussoliniego (zm. 1945)
- 1913 – Tan Mo Heng, indonezyjski piłkarz, bramkarz (zm. ?)
- 1914:
  - Élie Bayol, francuski kierowca wyścigowy (zm. 1995)
  - Jadwiga Cichocka, polska polityk, poseł na Sejm PRL (zm. 2008)
- 1915:
  - Vilmos Énekes, węgierski bokser (zm. 1990)
  - Karol Leisner, niemiecki duchowny katolicki, męczennik, błogosławiony (zm. 1945)
  - Peter Medawar, brytyjski biolog, laureat Nagrody Nobla pochodzenia brazylijskiego (zm. 1987)
  - Zero Mostel, amerykański aktor komediowy (zm. 1977)
  - Roman Rozmiłowski, polski podporucznik, żołnierz AK, uczestnik powstania warszawskiego (zm. 1944)
- 1916:
  - Arthur Ceuleers, belgijski piłkarz (zm. 1997)
  - Frank Crean, australijski polityk (zm. 2008)
  - Jan Henryk Janczak, polski major pilot, pilot cywilny, publicysta (zm. 2016)
  - Józefa Róg, polska poetka, pisarka, publicystka (zm. 2019)
  - Franciszek Antoni Wiza, polski porucznik pilot (zm. 1956)
- 1917:
  - Hans Deutgen, szwedzki łucznik (zm. 1989)
  - Halina Kostecka-Kwiatkowska, polska łączniczka i sanitariuszka AK, uczestniczka powstania warszawskiego (zm. 1944)
- 1918 – Alfred Burke, brytyjski aktor (zm. 2011)
- 1919:
  - Tadeusz Kostia, polski konstruktor szybowcowy (zm. 2016)
  - Brian Urquhart, brytyjski major, dyplomata, pisarz, publicysta (zm. 2021)
- 1920:
  - Jadwiga Piłsudska, polska pilotka wojskowa, porucznik, architektka, córka Józefa (zm. 2014)
  - Anna Smoleńska, polska studentka, harcerka Szarych Szeregów (zm. 1943)
- 1921:
  - Marcel Chevalier, francuski kat państwowy (zm. 2008)
  - Pierre Clostermann, francuski pilot wojskowy, as myśliwski (zm. 2006)
  - Stefan Hołówko, polski architekt, pedagog (zm. 2009)
  - Iwan Klimienko, radziecki polityk (zm. 2006)
  - Saul Zaentz, amerykański producent filmowy pochodzenia żydowskiego (zm. 2014)
- 1922:
  - Radu Câmpeanu, rumuński ekonomista, polityk (zm. 2016)
  - Jurij Łotman, rosyjski teoretyk, historyk i semiotyk kultury, estetyk (zm. 1993)
- 1923:
  - Charles Durning, amerykański aktor (zm. 2012)
  - Norbert Michta, polski generał brygady (zm. 2016)
  - Anna-Teresa Tymieniecka, polsko-amerykańska filozof (zm. 2014)
- 1924:
  - Nikołaj Babajew, radziecki starszy sierżant (zm. 1984)
  - Tadeusz Wilk, polski polityk, poseł na Sejm PRL, wojewoda lubelski
- 1925:
  - Richard Dalitz, brytyjski fizyk (zm. 2006)
  - Józef Kaleta, polski ekonomista, polityk, poseł na Sejm RP (zm. 2007)
  - Leszek Kasprzyk, polski ekonomista, badacz stosunków międzynarodowych, wykładowca akademicki (zm. 2018)
  - Louis Nirenberg, kanadyjsko-amerykański matematyk, wykładowca akademicki pochodzenia żydowskiego (zm. 2020)
  - Irena Stankiewicz, polska artystka grafik
- 1926:
  - Swietłana Alliłujewa, rosyjska pisarka, córka Józefa Stalina (zm. 2011)
  - Roman Groński, polski porucznik, żołnierz AK, członek WiN (zm. 1949)
  - Józef Hulka, polski rzeźbiarz
  - Antonio Vilaplana Molina, hiszpański duchowny katolicki, biskup Plasencii i Leónu (zm. 2010)
- 1927:
  - John Carson, brytyjski aktor (zm. 2016)
  - Kazimierz Dudek, polski funkcjonariusz UB i SB, generał brygady MO (zm. 2012)
  - Adam Nowak, polski duchowny katolicki (zm. 2020)
- 1928:
  - Stanley Baker, brytyjski aktor, producent filmowy (zm. 1976)
  - Walter Tevis, pisarz amerykański (zm. 1984)
- 1929:
  - Bohdan Bejze, polski duchowny katolicki, biskup pomocniczy łódzki (zm. 2005)
  - Jorge Bernal Vargas, meksykański duchowny katolicki, biskup Cancún-Chetumal (zm. 2023)
  - Andrzej Marcinkowski, polski adwokat, polityk, wiceminister sprawiedliwości (zm. 2010)
- 1930:
  - Albert Bouvet, francuski kolarz szosowy i torowy (zm. 2017)
  - Leon Cooper, amerykański fizyk, wykładowca akademicki, laureat Nagrody Nobla (zm. 2024)
  - Nicolas Estgen, luksemburski nauczyciel, polityk, eurodeputowany (zm. 2019)
  - Diane Holland, brytyjska aktorka, tancerka (zm. 2009)
  - Frank Malzone, amerykański baseballista (zm. 2015)
  - Roh Shin-yeong, południowokoreański polityk, premier Korei Południowej (zm. 2019)
  - Robert Rose, amerykański duchowny katolicki, biskup Grand Rapids (zm. 2022)
  - Werner W. Wallroth, niemiecki reżyser i scenarzysta filmowy (zm. 2011)
  - Tadeusz Wleciał, polski siatkarz (zm. 1993)
- 1931:
  - Gavin MacLeod, amerykański aktor (zm. 2021)
  - Dean Smith, amerykański trener koszykarski (zm. 2015)
  - Andrzej Sycz, polski fizyk, astronom, filozof, wykładowca akademicki, malarz, tłumacz, wynalazca (zm. 1995)
  - Nina Wołosowicz, polska biochemik, wykładowczyni akademicka (zm. 2019)
- 1932:
  - Don Francks, kanadyjski aktor, wokalista i muzyk jazzowy (zm. 2016)
  - Włodzimierz Lech Puchnowski, polski akordeonista (zm. 2014)
- 1933:
  - Sidney J. Furie, kanadyjski reżyser filmowy
  - Charles Vinci, amerykański sztangista (zm. 2018)
  - Aloysius Zichem, holenderski duchowny katolicki, biskup Paramaribo (zm. 2016)
- 1934:
  - Róża Biernacka, polska historyk sztuki (zm. 2021)
  - Maurice Godelier, francuski antropolog społeczny
  - Giorgio Gomelsky, brytyjski impresario, realizator i producent muzyczny (zm. 2016)
  - Brooks Johnson, amerykański lekkoatleta, sprinter, trener (zm. 2024)
  - Guillermo Sepúlveda, meksykański piłkarz (zm. 2021)
- 1935:
  - Maciej Iłowiecki, polski dziennikarz, publicysta, medioznawca (zm. 2023)
  - Roman Pawlicki, polski aktor (zm. 2021)
  - Wiesław Śladkowski, polski historyk, wykładowca akademicki
- 1936:
  - Yvon Biefnot, belgijski samorządowiec, polityk
  - Giennadij Miesiac, rosyjski fizyk, wykładowca akademicki
  - Joseph Oyanga, ugandyjski duchowny katolicki, biskup Liry (zm. 2018)
- 1937:
  - Jeffrey Farrell, amerykański pływak
  - Karl-Heinz Herbrich, wschodnioniemiecki pułkownik Stasi
- 1938:
  - Bernard Knitter, polski zapaśnik, trener
  - Terence Spinks, brytyjski bokser (zm. 2012)
  - Stefan Turczak, ukraiński dyrygent (zm. 1988)
- 1939:
  - John Fahey, amerykański gitarzysta, kompozytor (zm. 2001)
  - Józef Gałeczka, polski piłkarz, trener (zm. 2021)
  - Liesel Jakobi, niemiecka lekkoatletka, sprinterka i skoczkini w dal
  - Marek Starczewski, polski dziennikarz (zm. 2018)
  - Daniel C. Tsui, amerykański fizyk pochodzenia chińskiego, laureat Nagrody Nobla
  - Tommy Tune, amerykański aktor, choreograf, tancerz, wokalista, reżyser i producent teatralny
- 1940:
  - Mario Andretti, amerykański kierowca wyścigowy
  - Tadeusz Czerwiński, polski przedsiębiorca, dyplomata, urzędnik konsularny, działacz sportowy (zm. 2024)
  - Joe South, amerykański piosenkarz (zm. 2012)
- 1941:
  - Ołeksij Drozdenko, ukraiński piłkarz, trener (zm. 2024)
  - Ginés García, hiszpański kolarz szosowy
  - Ra’anan Kohen, izraelski polityk
  - Suzan Mubarak, egipska pierwsza dama
- 1942:
  - Ántero Flores Aráoz, peruwiański polityk, premier Peru
  - Brian Jones, brytyjski gitarzysta, wokalista, kompozytor, członek zespołu The Rolling Stones (zm. 1969)
  - Roman Marcinkowski, polski duchowny katolicki, biskup pomocniczy płocki
  - Oliviero Toscani, włoski fotografik (zm. 2025)
  - Dino Zoff, włoski piłkarz, bramkarz, trener
- 1943:
  - Hans Dijkstal, holenderski polityk (zm. 2010)
  - Juta Kostorz, polska piłkarka ręczna, trenerka
  - Klaus Prenner, niemiecki lekkoatleta, średniodystansowiec
- 1944:
  - Kelly Bishop, amerykańska aktorka
  - Leka Bungo, albański aktor, reżyser i scenarzysta filmowy (zm. 2025)
  - Sepp Maier, niemiecki piłkarz, bramkarz
  - Wojciech Marczewski, polski reżyser i scenarzysta filmowy
  - Manfred Melzer, niemiecki duchowny katolicki, biskup pomocniczy koloński (zm. 2018)
  - Storm Thorgerson, brytyjski grafik (zm. 2013)
- 1945:
  - Zygmunt Hanusik, polski kolarz szosowy, trener (zm. 2021)
  - Bubba Smith, amerykański futbolista, aktor (zm. 2011)
- 1946:
  - Robin Cook, brytyjski polityk (zm. 2005)
  - Wanda Kustrzeba, polska nauczycielka, polityk, senator RP
  - Hiroshi Ochiai, japoński piłkarz
  - Leszek Szaruga, polski poeta, prozaik, tłumacz (zm. 2024)
- 1947:
  - Mansur Barzegar, irański zapaśnik
  - Stephanie Beacham, brytyjska aktorka
  - Miroljub Labus, serbski ekonomista, polityk
  - Włodzimierz Lubański, polski piłkarz
  - Aron Schmidhuber, niemiecki sędzia piłkarski
  - Togiola Tulafono, polityk z Samoa Amerykańskiego, gubernator
- 1948:
  - Steven Chu, amerykański fizyk, polityk, laureat Nagrody Nobla pochodzenia chińskiego
  - Jadwiga Drążek, polska lekkoatletka, biegaczka średniodystansowa
  - Geoff Nicholls, brytyjski klawiszowiec, kompozytor (zm. 2017)
  - Bernadette Peters, amerykańska aktorka, piosenkarka
  - Mercedes Ruehl, amerykańska aktorka
  - Edmund Stachowicz, polski polityk, samorządowiec, poseł na Sejm RP, prezydent Starogardu Gdańskiego
  - Waldemar Woźniak, polski malarz, rysownik (zm. 2024)
- 1949:
  - Jennifer Lamy, australijska lekkoatletka, sprinterka
  - Amin Maalouf, libański pisarz
  - Krzysztof Roman Nowak, polski autor tekstów piosenek, recenzent teatralny, publicysta, felietonista, scenarzysta i reżyser widowisk teatralnych, tanecznych i muzycznych
- 1950:
  - Roman Giedrojć, polski urzędnik państwowy, polityk, poseł na Sejm RP (zm. 2017)
  - Kostiantyn Łerner, ukraiński szachista (zm. 2011)
- 1951:
  - Rimantas Lazdynas, litewski dziennikarz, polityk (zm. 2013)
  - Włodzimierz Preyss, polski aktor
  - Gustav Thöni, włoski narciarz alpejski
  - James Wilkinson, irlandzki żeglarz sportowy
  - Urał Łatypow, białoruski funkcjonariusz KGB, polityk
- 1952:
  - Oczirdolgoryn Enchtajwan, mongolski zapaśnik
  - Marek Szkudło, polski duchowny katolicki, biskup pomocniczy katowicki
- 1953:
  - Luther Burden, amerykański koszykarz (zm. 2015)
  - Levir Culpi, brazylijski piłkarz, trener
  - Paul Krugman, amerykański ekonomista, wykładowca akademicki, laureat Nagrody Banku Szwecji im. Alfreda Nobla w dziedzinie ekonomii
  - Alberto Leguelé, brazylijski piłkarz (zm. 2025)
  - Dino Porrini, włoski kolarz szosowy
  - Andrzej Antoni Widelski, polski malarz, grafik (zm. 2017)
  - Yang Jeong-mo, południowokoreański zapaśnik
- 1954:
  - Suzana Frashëri, albańska śpiewaczka operowa (sopran)
  - Silvio Giobellina, szwajcarski bobsleista
  - Branko Ivanković, chorwacki piłkarz, trener
  - Roman Pomianowski, polski kapitan żeglugi wielkiej (zm. 2006)
  - Celina Sokołowska, polska lekkoatletka, biegaczka średnio- i długodystansowa
- 1955:
  - Waldemar Chmielewski, polski porucznik SB, morderca (zm. 2023)
  - Aleksiej Gordiejew, rosyjski ekonomista, inżynier, polityk
  - Gilbert Gottfried, amerykański aktor, komik (zm. 2022)
  - Rupert Keegan, brytyjski kierowca wyścigowy (zm. 2024)
  - Jurij Kidiajew, rosyjski piłkarz ręczny
- 1956:
  - Milan Babić, chorwacki polityk (zm. 2006)
  - Adrian Dantley, amerykański koszykarz
  - Terry Leahy, brytyjski przedsiębiorca
  - Tommy Remengesau, palauski polityk, prezydent Palau
  - Lech Tkaczyk, polski pisarz
- 1957:
  - Jan Ceulemans, belgijski piłkarz, trener
  - Agnieszka Magdziak-Miszewska, polska filolog literatury polskiej, teatrolog, dziennikarka, dyplomata
  - José Ronaldo Ribeiro, brazylijski duchowny katolicki, biskup Formosy
  - Tadeusz Romańczuk, polski polityk, senator RP
  - John Turturro, amerykański aktor, reżyser, scenarzysta i producent filmowy
  - Kazimierz Wilk, polski polityk, poseł na Sejm RP
  - Cindy Wilson, amerykańska perkusistka, wokalistka, członkini zespołu The B-52’s
- 1958:
  - Philippe Christory, francuski duchowny katolicki, biskup Chartres
  - Dean Crawford, kanadyjski wioślarz (zm. 2023)
  - (lub 1959) Natalja Estemirowa, rosyjska dziennikarka, obrończyni praw człowieka (zm. 2009)
  - Ginette Harrison, brytyjska alpinistka, himalaistka (zm. 1999)
  - Maciej Klich, polski historyk, grafik
  - Christina Lathan, niemiecka lekkoatletka, sprinterka
  - Marina Wilke, niemiecka wioślarka, sterniczka
- 1959:
  - Kazimierz Górski, polski samorządowiec, prezydent Sosnowca
  - Edward Kawak, francuski kulturysta (zm. 2006)
  - Ramón Alberto Rolón Güepsa, kolumbijski duchowny katolicki, biskup Monteríi
  - Ewa Wojtaszek, polska kajakarka
- 1960:
  - Andrzej Adamiak, polski basista, kompozytor, autor tekstów, lider zespołu Rezerwat (zm. 2020)
  - Barbara Babilińska, polska aktorka
  - David Green, australijski jeździec sportowy
  - Tomasz Kasprzyk, polski artysta fotograf
  - Angela McCluskey, brytyjska piosenkarka, autorka tekstów (zm. 2024)
  - Wojciech Paszkowski, polski aktor, lektor, reżyser dubbingowy (zm. 2024)
  - Dorothy Stratten, kanadyjska aktorka, modelka (zm. 1980)
  - Tadeusz Szczepański, polski robotnik, związkowiec (zm. 1980)
  - Bogdan Waliczek, polski paulin
  - Konstantin Wołkow, rosyjski lekkoatleta, tyczkarz
- 1961:
  - Łarysa Bereżna, ukraińska lekkoatletka, skoczkini w dal
  - Grant Bramwell, nowozelandzki kajakarz
  - Jan Cedzyński, polski polityk, poseł na Sejm RP
  - Borut Petrič, słoweński pływak
  - Biljana Petrović, chorwacka lekkoatletka, skoczkini wzwyż
  - János Váradi, węgierski bokser
- 1962:
  - Angela Bailey, kanadyjska lekkoatletka, sprinterka (zm. 2021)
  - Zbigniew Dmitroca, polski poeta, bajkopisarz, satyryk, dramaturg, tłumacz
  - Tomasz Zubilewicz, polski prezenter pogody
- 1963:
  - Claudio Chiappucci, włoski kolarz szosowy
  - Leslie Egnot, nowozelandzka żeglarka sportowa
  - Kang Ae-shim, południowokoreańska aktorka
  - Pepe Mel, hiszpański piłkarz, trener
- 1964:
  - Dżamolidin Abdużaparow, uzbecki kolarz szosowy
  - Josef Dobeš, czeski psycholog, polityk, samorządowiec
  - Marek Herbik, polski fotografik, aktor niezawodowy, pedagog
  - Lotta Lotass, szwedzka pisarka, literaturoznawczyni
  - Marcin Masny, polski publicysta, tłumacz, poeta, doktor nauk humanistycznych
  - Roman Potocki, polski samorządowiec starosta powiatu wrocławskiego
  - Fernando del Valle, amerykański śpiewak operowy (tenor)
  - Piotr Wiesiołek, polski bankowiec
  - Earl Williams, dominicki polityk
  - Gustavo Zanchetta, argentyński duchowny katolicki, biskup Óranu
- 1965:
  - Collum McCann, irlandzki pisarz, dziennikarz
  - Saša Peršon, chorwacki piłkarz
  - Monika Wagner, niemiecka curlerka
  - Rigathi Gachagua, kenijski polityk
- 1966:
  - Vincent Askew, amerykański koszykarz, trener
  - Paulo Futre, portugalski piłkarz
  - Philip Reeve, brytyjski pisarz, ilustrator
  - Robert Rowland, brytyjski przedsiębiorca, polityk, eurodeputowany (zm. 2021)
  - Edward Shearmur, brytyjski kompozytor muzyki filmowej
- 1967:
  - Colin Cooper, angielski piłkarz, trener
  - Gyłyb Donew, bułgarski polityk, premier Bułgarii
  - Geert Lambert, belgijski i flamandzki prawnik, polityk
  - Dragoș Neagu, rumuński wioślarz
  - Alicja Węgorzewska-Whiskerd, polska śpiewaczka operowa (mezzosopran)
- 1968:
  - Jorge Enrique Abello, kolumbijski aktor
  - Ryszard Czerwiec, polski piłkarz
  - Kim Hak-sung, południowokoreański curler
  - Éric Le Chanony, francuski bobsleista
  - Mirosław Maliszewski, polski samorządowiec, polityk, poseł na Sejm RP
  - Gintautas Šivickas, litewski koszykarz, polityk, przedsiębiorca
  - Gregor Stähli, szwajcarski skeletonista
  - Krzysztof Tołwiński, polski polityk, samorządowiec, poseł na Sejm RP, wicemarszałek województwa podlaskiego
  - Eric Van Meir, belgijski piłkarz, trener
- 1969:
  - Butch Leitzinger, amerykański kierowca wyścigowy
  - Robert Sean Leonard, amerykański aktor
  - Patrick Monahan, amerykański muzyk, wokalista, autor tekstów, członek zespołu Train
- 1970:
  - Daniel Handler, amerykański pisarz, scenarzysta filmowy, akordeonista
  - Władimir Isakow, rosyjski strzelec sportowy
  - Noureddine Morceli, algierski lekkoatleta, średniodystansowiec
  - Siaosi Sovaleni, tongijski polityk
- 1971:
  - Maxine Bahns, amerykańska aktorka
  - Dawit Chachaleiszwili, gruziński judoka (zm. 2021)
  - Chicane, brytyjski didżej, producent i twórca muzyki elektronicznej
  - Alina Nowak, polska urzędniczka państwowa
  - Peter Stebbings, kanadyjski aktor, reżyser, scenarzysta i producent filmowy
- 1972:
  - Ion Chicu, mołdawski ekonomista, polityk, premier Mołdawii
  - Rory Cochrane, amerykański aktor
  - Franz Fayot, luksemburski prawnik, polityk
  - Jurij Huńko, ukraiński hokeista
  - Jo Tessem, norweski piłkarz
- 1973:
  - Amaral, brazylijski piłkarz
  - Raúl Lara, meksykański piłkarz
  - Eric Lindros, kanadyjski hokeista
  - Nicolas Minassian, francuski kierowca wyścigowy
  - Natalla Safronnikawa, białoruska lekkoatletka, sprinterka
- 1974:
  - Christine Adams, niemiecka lekkoatletka, tyczkarka
  - Lee Carsley, irlandzki piłkarz
  - Natalja Karimowa, rosyjska kolarka torowa
  - Janne Lahtela, fiński narciarz dowolny
  - Cosma Shalizi, amerykański statystyk
  - Alexander Zickler, niemiecki piłkarz
- 1975:
  - Teofan (Danczenkow), rosyjski biskup prawosławny
  - Iurie Miterev, mołdawski piłkarz (zm. 2012)
  - Adam Pater, polski aktor
  - Elijah Tana, zambijski piłkarz
  - Branch Warren, amerykański kulturysta
- 1976:
  - Geri Çipi, albański piłkarz
  - Francisco Elson, holenderski koszykarz
  - Audun Grønvold, norweski narciarz dowolny (zm. 2025)
  - Kaido Külaots, estoński szachista, trener
  - Ali Larter, amerykańska aktorka, modelka
  - Guillaume Lemay-Thivierge, kanadyjski aktor, producent filmowy, spadochroniarz
  - Ulrik Laursen, duński piłkarz
  - Maamar Mamouni, algierski piłkarz
  - Adam Pine, australijski pływak
  - Edyta Tamošiūnaitė, litewska nauczycielka, urzędniczka samorządowa i państwowa narodowości polskiej
  - Damian Wleklak, polski piłkarz ręczny
- 1977:
  - Rafael Amaya, meksykański aktor, producent filmowy, piosenkarz, model
  - Mirza Džomba, chorwacki piłkarz ręczny
  - Ronnie Fields, amerykański koszykarz
  - Steven Fulop, amerykański polityk, burmistrz Jersey City pochodzenia żydowskiego
  - Lukáš Latinák, słowacki aktor
  - Heykel Megannem, tunezyjski piłkarz ręczny
  - Karel Nocar, czeski piłkarz ręczny
  - Radosław Ochnio, polski operator dźwięku
  - Wasyl Połonycki, ukraiński hokeista
  - Janne Saarinen, fiński piłkarz
  - Artur Wichniarek, polski piłkarz
- 1978:
  - Jeanne Cherhal, francuska piosenkarka
  - Aneta Dalbiak, polska polonistka
  - Benjamin Raich, austriacki narciarz alpejski
  - Heidi Renoth, niemiecka snowboardzistka
  - Jamaal Tinsley, amerykański koszykarz
  - Mariano Zabaleta, argentyński tenisista
- 1979:
  - Sébastien Bourdais, francuski kierowca wyścigowy
  - Sander van Doorn, holenderski didżej, producent muzyczny
  - Ivo Karlović, chorwacki tenisista
  - Wojciech Łuszczykiewicz, polski muzyk, wokalista, członek zespołu Video
  - Primož Peterka, słoweński skoczek narciarski
- 1980:
  - Lucian Bute, rumuński bokser
  - Piotr Giza, polski piłkarz, trener
  - Sigurd Pettersen, norweski skoczek narciarski
  - Christian Poulsen, duński piłkarz
  - Omar Pouso, urugwajski piłkarz
  - Tayshaun Prince, amerykański koszykarz
  - Tuomas Tarkki, fiński hokeista, bramkarz
- 1981:
  - Roman Chromik, polski żużlowiec
  - Abdoulaye Djire, iworyjski piłkarz
  - Jeon Sang-guen, południowokoreański sztangista
  - Anke Kühn, niemiecka hokeistka na trawie
  - Szymon Lenkowski, polski operator filmowy
  - Jordi López, hiszpański piłkarz
  - Florent Serra, francuski tenisista
  - Roberto Trashorras, hiszpański piłkarz
- 1982:
  - Jelena Slesarienko, rosyjska lekkoatletka, skoczkini wzwyż
  - Dominika Stelmach, polska lekkoatletka, biegaczka długodystansowa
  - Natalja Wodianowa, rosyjska modelka, aktorka
  - Rachel Yang Bingjie, singapurska lekkoatletka, tyczkarka
- 1983:
  - Ice La Fox, amerykańska aktorka pornograficzna
  - Vungakoto Lilo, tongijski rugbusta
  - Sara Nordenstam, norweska pływaczka
  - Ferran Pol, andorski piłkarz, bramkarz
  - Grzegorz Rusiecki, polski prawnik, samorządowiec, polityk, poseł na Sejm RP
  - Nikolaj Villumsen, duński polityk, eurodeputowany
- 1984:
  - Laura Asadauskaitė, litewska pięcioboistka nowoczesna
  - Agnieszka Cyl, polska biathlonistka
  - Josep Maria Guzmán, hiszpański koszykarz
  - Karolína Kurková, czeska modelka
  - Fredrik Stoor, szwedzki piłkarz
  - Daniel Żółtak, polski piłkarz ręczny
- 1985:
  - Ali Traoré, francuski koszykarz
  - Emilian Bera, polski samorządowiec, burmistrz Jawora
  - Diego, brazylijski piłkarz
  - Fefe Dobson, kanadyjska piosenkarka
  - Jelena Janković, serbska tenisistka
  - Doris Schwaiger, austriacka siatkarka plażowa
  - Małgorzata Sobolewska, polska siatkarka
  - Charles Swini, malawijski piłkarz (zm. 2024)
  - Rok Urbanc, słoweński skoczek narciarski
- 1986:
  - Claire Feuerstein, francuska tenisistka
  - Guy N’dy Assembé, kameruński piłkarz, bramkarz
  - Ni Hong, chińska szablistka
  - Olivia Palermo, amerykańska aktorka, modelka
  - Grenddy Perozo, wenezuelski piłkarz
- 1987:
  - Anabelle Acosta, amerykańska aktorka
  - Antonio Candreva, włoski piłkarz
  - Josh McRoberts, amerykański koszykarz
  - Andreas Nödl, austriacki hokeista
  - Mirna Ortiz, gwatemalska lekkoatletka, chodziarka
  - Sabrina Vega Gutiérrez, hiszpańska szachistka
- 1988:
  - Marija Badulina, ukraińska pięściarka
  - Aroldis Chapman, kubański baseballista
  - Markéta Irglová, czeska aktorka, piosenkarka
  - Kim Yeon-koung, południowokoreańska siatkarka
  - Lidia Kopczyk, polska koszykarska
- 1989:
  - María Fernanda Álvarez, boliwijska tenisistka
  - Charles Jenkins, amerykańsko-serbski koszykarz
  - Zhang Liyin, chińska piosenkarka
- 1990:
  - Naomi Broady, brytyjska tenisistka
  - Steve Grand, amerykański piosenkarz, model
  - Georgina Leonidas, brytyjska aktorka pochodzenia cypryjskiego
  - Anna Muzyczuk, ukraińska szachistka
  - Sebastian Rudy, niemiecki piłkarz
  - Brek Shea, amerykański piłkarz
  - Erdenczimegijn Sum’jaa, mongolska zapaśniczka
- 1991:
  - Sarah Bolger, irlandzka aktorka
  - Hélène Receveaux, francuska judoczka
  - Renato Rezende, brazylijski kolarz BMX
- 1992:
  - Cristian Brolli, sanmaryński piłkarz
  - Johan Gustafsson, szwedzki hokeista, bramkarz
  - Mariona Ortiz, hiszpańska koszykarka
- 1993:
  - Éder Balanta, kolumbijski piłkarz
  - Emmelie de Forest, duńska piosenkarka
  - Christian Günter, niemiecki piłkarz
  - Victoria Ohuruogu, brytyjska lekkoatletka, sprinterka pochodzenia nigeryjskiego
- 1994:
  - Stella Akakpo, francuska lekkoatletka, sprinterka pochodzenia togijskiego
  - Jake Bugg, brytyjski piosenkarz, gitarzysta, autor tekstów
  - Alex Caruso, amerykański koszykarz
  - Ghailene Chaalali, tunezyjski piłkarz
  - Ibrahima Cissé, belgijski piłkarz pochodzenia gwinejskiego
  - Fedrick Dacres, jamajski lekkoatleta, dyskobol
  - Oscar Dansk, szwedzki hokeista, bramkarz
  - Arkadiusz Milik, polski piłkarz
- 1995:
  - Lauren Carlini, amerykańska siatkarka
  - Javier Muñoz, hiszpański piłkarz
  - Lauren Quigley, brytyjska pływaczka
  - Quinn Shephard, amerykańska aktorka, reżyserka, scenarzystka i producentka filmowa
- 1996:
  - Stanley Amuzie, nigeryjski piłkarz
  - Danilo Barbosa, brazylijski piłkarz
  - Lucas Boyé, argentyński piłkarz
  - Gergana Dimitrowa, bułgarska siatkarka
  - Alexandra Manly, australijska kolarka szosowa i torowa
  - Jakub Vrána, czeski hokeista
  - Karsten Warholm, norweski lekkoatleta, płotkarz i sprinter
- 1997:
  - Kathleen Baker, amerykańska pływaczka
  - Mady Camara, gwinejski piłkarz
  - David DiLeo, amerykański koszykarz
  - Katsuhiro Matsumoto, japoński pływak
  - Kristina Siwkowa, rosyjska lekkoatletka, sprinterka
  - Virginia Thrasher, amerykańska strzelczyni sportowa
- 1998:
  - Barthélémy Chinenyeze, francuski siatkarz
  - Teun Koopmeiners, holenderski piłkarz
  - Cassius Winston, amerykański koszykarz
- 1999:
  - Sebastian Adamczyk, polski siatkarz
  - Nedim Bajrami, szwajcarski piłkarz pochodzenia albańskiego
  - Jonathan Daviss, amerykański aktor
  - Hannes Delcroix, belgijski piłkarz
  - Luka Dončić, słoweński koszykarz
- 2000 – Moise Kean, włoski piłkarz pochodzenia iworyjskiego
- 2001 – Okezie Ebenezer, nigeryjski piłkarz
- 2003:
  - Luka Gagnidze, gruziński piłkarz
  - Shawn Johnson, kostarykański piłkarz
  - Bryant Ortega, wenezuelski piłkarz
  - Layloxon Sobirova, uzbecka zapaśniczka
  - Cian Uijtdebroeks, belgijski kolarz szosowy
- 2005 – Vitor Roque, brazylijski piłkarz
- 2007 – Lalla Chadidża, marokańska księżniczka

## Zmarli
- 463 (lub 464) – Roman z Condat, opat, eremita, święty (ur. ok. 390)
- 628 – Chosrow II Parwiz, władca z dynastii Sasanidów (ur. ?)
- 1069 – Abbad II al-Mutadid, władca muzułmańskiej części Hiszpanii (ur. ?)
- 1105 – Rajmund IV, hrabia Tuluzy (ur. 1042)
- 1261 – Henryk III, książę Brabancji (ur. ok. 1230)
- 1326 – Leopold I Sławny, książę Austrii (ur. 1290)
- 1399 – Małgorzata Malatesta, księżna Mantui (ur. 1370)
- 1453 – Izabela I, księżna Lotaryngii (ur. 1400)
- 1508 – Filip Wittelsbach, elektor Palatynatu Reńskiego (ur. 1448)
- 1510 – Juan de la Cosa, hiszpański podróżnik, konkwistador, armator (ur. 1460)
- 1525 – Cuauhtemoc, władca Azteków (ur. 1495 lub 1502)
- 1535 – Wolter von Plettenberg, mistrz krajowy Inflant zakonu krzyżackiego (ur. 1450)
- 1543 – Jerzy Konopacki, polski szlachcic, polityk (ur. 1477)
- 1551 – Martin Bucer, niemiecki reformator protestancki (ur. 1491)
- 1572 – Katarzyna Habsburżanka, królowa Polski, wielka księżna litewska (ur. 1533)
- 1611 – Lanfranco Margotti, włoski kardynał (ur. 1558)
- 1614 – Paweł Dembski, polski duchowny katolicki, biskup pomocniczy krakowski (ur. ok. 1540)
- 1616 – Mikołaj Krzysztof Radziwiłł, marszałek wielki litewski, wojewoda wileński, pan na Nieświeżu (ur. 1549)
- 1621 – Kosma II Medyceusz, wielki książę Toskanii (ur. 1590)
- 1626 – Cyril Tourneur, angielski poeta, dramaturg (ur. ok. 1575)
- 1648 – Chrystian IV Oldenburg, król Danii i Norwegii (ur. 1577)
- 1670 – Benedykt Paweł Boym, polski benedyktyn, autor prac teologicznych (ur. 1627)
- 1672 – Chrystian, książę legnicki (ur. 1618)
- 1682 – Jerzy Skrodzki, polski duchowny luterański, pisarz religijny (ur. 1635)
- 1688 – Johann Sigismund Elsholtz, niemiecki lekarz, botanik, ogrodnik (ur. 1623)
- 1711 – Giovanni Pietro della Torre, czeski nadworny mistrz budowniczy, architekt pochodzenia włoskiego (ur. 1660)
- 1719 – Borys Szeremietiew, rosyjski hrabia, dyplomata, dowódca wojskowy (ur. 1652)
- 1724 – Jerzy Andrzej Białłozor, polski szlachcic, polityk (ur. 1724)
- 1728 – Sorai Ogyū, japoński filozof (ur. 1666)
- 1742 – Willem Jacob ’s Gravesande, holenderski filozof, fizyk, matematyk, wykładowca akademicki (ur. 1688)
- 1748 – Karl Joseph Hiernle, niemiecki rzeźbiarz (ur. ok. 1693)
- 1777 – Pierre Fierville, francuski aktor, tancerz (ur. 1671)
- 1781 – Richard Stockton, amerykański prawnik, polityk (ur. 1730)
- 1795 – Kazimierz Radoński, polski generał major (ur. 1733)
- 1796 – Friedrich Wilhelm Rust, niemiecki kompozytor (ur. 1739)
- 1800 – Erazm Mycielski, polski szlachcic, pułkownik (ur. 1769)
- 1812 – Hugo Kołłątaj, polski duchowny katolicki, publicysta polityczny, historyk, satyryk, poeta, wykładowca akademicki (ur. 1750)
- 1817 – Pietro Carlo Guglielmi, włoski kompozytor (ur. 1772)
- 1818 – Anne Vallayer-Coster, francuska malarka (ur. 1744)
- 1847 – George Gipps, brytyjski wojskowy, administrator kolonialny (ur. 1791)
- 1851:
  - Mikołaj Błocki, polski duchowny katolicki, biskup nominat kujawsko-kaliski (ur. 1785)
  - Guillaume Dode de la Brunerie, francuski dowódca wojskowy, marszałek Francji (ur. 1775)
- 1854 – Simón Rodríguez, wenezuelski filozof, pedagog (ur. 1796)
- 1859 – Wiktor Skibniewski, polski ziemianin, urzędnik (ur. 1787)
- 1865 – Franz Gramer, niemiecki historyk, pedagog (ur. 1797)
- 1866 – Henryk Rzewuski, polski pisarz, publicysta (ur. 1791)
- 1869 – Alphonse de Lamartine, francuski polityk, pacyfista, prozaik, poeta, dramaturg (ur. 1790)
- 1875 – Jean-Claude Colin, francuski duchowny katolicki (ur. 1790)
- 1879 – Antoni Oleszczyński, polski grafik, autor miedziorytów i stalorytów (ur. 1794)
- 1880 – Aniela Radzicka, polska posiadaczka ziemska, łączniczka i kurierka w czasie powstania styczniowego (ur. 1818)
- 1884 – Andon Bedros IX Hassoun, ormiański duchowny ormiańskokatolicki, patriarcha Cylicji, kardynał (ur. 1809)
- 1887 – Lodovico Jacobini, włoski kardynał, dyplomata papieski (ur. 1832)
- 1889:
  - Mieczysław Weryha Darowski, polski ziemianin, działacz niepodległościowy, samorządowy, gospodarczy, społeczny i charytatywny, uczestnik powstania listopadowego (ur. 1810)
  - William Allport Leighton, brytyjski duchowny anglikański, botanik, mykolog (ur. 1805)
- 1891:
  - George Hearst, amerykański przedsiębiorca, polityk (ur. 1820)
  - Giovanni Morelli, włoski historyk i krytyk sztuki (ur. 1816)
- 1895 – Karol Stromenger, polski adwokat, fotograf (ur. 1848)
- 1896 – Ante Starčević, chorwacki pisarz, publicysta, polityk (ur. 1823)
- 1898 – Wasilij Zawojko, rosyjski admirał (ur. 1812)
- 1899 – Henryk Leopold Bartsch, polski pastor, muzyk (ur. 1832)
- 1901 – William M. Evarts, amerykański polityk (ur. 1818)
- 1902 – Kazimiera Zawistowska, polska poetka, tłumaczka (ur. 1870)
- 1903:
  - Jeronim De Rada, albański pisarz, folklorysta, działacz narodowy (ur. 1814)
  - Emily Warren Roebling, amerykańska prawnik, inżynier (ur. 1843)
  - William F. Smith, amerykański generał-major, kartograf, inżynier (ur. 1824)
- 1904 – Alfred Velghe, francuski kierowca wyścigowy (ur. 1870)
- 1905 – Clement Juglar, francuski lekarz, ekonomista (ur. 1819)
- 1906 – Mihály Zichy, węgierski malarz, ilustrator (ur. 1827)
- 1908:
  - Pauline Lucca, austriacka śpiewaczka operowa (sopran) pochodzenia włosko-niemieckiego (ur. 1841)
  - Giocondo de Nittis, włoski duchowny katolicki, biskup Castellanety (ur. 1828)
- 1913:
  - Leaf Daniell, brytyjski szpadzista (ur. 1877)
  - George Finnegan, amerykański bokser (ur. 1881)
- 1914:
  - Salvador Cisneros Betancourt, kubański posiadacz ziemski, działacz niepodległościowy, polityk, prezydent Kuby (ur. 1828)
  - Georg Joachimsthal, niemiecki ortopeda, wykładowca akademicki (ur. 1863)
- 1916:
  - Henry James, amerykańsko-brytyjski pisarz, krytyk i teoretyk literatury (ur. 1843)
  - Witold Rogoyski, polski ziemianin, polityk, burmistrz Tarnowa (ur. 1841)
- 1917 – Michał Garapich, polski ziemianin, polityk (ur. 1850)
- 1920 – Alexander Fischer von Waldheim, rosyjski botanik, wykładowca akademicki pochodzenia niemieckiego (ur. 1839)
- 1921:
  - Walter Hore-Ruthven, brytyjski arystokrata, podpułkownik, polityk (ur. 1838)
  - Józef Korzeniowski, polski historyk, biblotekarz, wydawca źródeł (ur. 1863)
  - Carl Warnstorf, niemiecki botanik, wykładowca akademicki (ur. 1837)
- 1923:
  - Józef Leopold, polski ziemianin, publicysta, historyk, działacz społeczny i oświatowy (ur. 1860)
  - Hugo Licht, niemiecki architekt (ur. 1841)
- 1925 – Friedrich Ebert, niemiecki polityk, prezydent Niemiec (ur. 1871)
- 1926:
  - Alphonse Louis Nicolas Borrelly, francuski astronom (ur. 1842)
  - Gustav Otto, niemiecki konstruktor lotniczy (ur. 1883)
  - Ferdynand Radziwiłł, polski książę, polityk (ur. 1834)
- 1932:
  - Guillaume Bigourdan, francuski astronom (ur. 1851)
  - Jerzy Lanc, polski działacz społeczno-oświatowy na Mazurach (ur. 1901)
- 1933:
  - Lilla Cabot Perry, amerykańska malarka (ur. 1848)
  - Fiodor Rodiczew, rosyjski polityk, działacz emigracyjny (ur. 1854)
- 1936:
  - Daniel Brottier, francuski duchacz, misjonarz, błogosławiony (ur. 1876)
  - Charles Nicolle, francuski lekarz bakteriolog, laureat Nagrody Nobla (ur. 1866)
- 1938 – Zofia Sieliwiorstowa, rosyjska posłusznica, święta (ur. 1871)
- 1939:
  - Gustaw Kirschner, polski bankowiec, działacz społeczny (ur. 1873)
  - Jan Stasiński, polski okulista, wykładowca akademicki (ur. 1869)
- 1940:
  - Witold Bańkowski, polski samorządowiec, polityk, poseł na Sejm Litwy Środkowej, prezydent Wilna (ur. 1864)
  - Alexandre Besredka, francuski bakteriolog, immunolog, wykładowca akademicki pochodzenia rosyjskiego (ur. 1870)
  - Arnold Dolmetsch, brytyjski muzykolog, budowniczy instrumentów dawnych, skrzypek, dyrygent, kompozytor pochodzenia francuskiego (ur. 1858)
- 1941:
  - Alfons XIII, król Hiszpanii (ur. 1886)
  - Ludwik Tunkel, śląski duchowny katolicki, działacz społeczny (ur. 1862)
- 1942:
  - Karel Doorman, holenderski kontradmirał (ur. 1889)
  - Oskar Fischer, austriacki neurolog, neuropatolog (ur. 1876)
  - Arne Mortensen, norweski wioślarz (ur. 1900)
  - Karol Piórecki, polski oficer, kawaler Orderu Virtuti Militari (ur. 1884)
  - Stanisław Tymoteusz Trojanowski, polski franciszkanin, męczennik, błogosławiony (ur. 1908)
- 1943:
  - Stefan Rachwał, polski major piechoty (ur. 1896)
  - Yoʻldosh Oxunboboyev, radziecki i uzbecki polityk (ur. 1885)
  - Leonhard Hess Stejneger, norweski zoolog, ornitolog, herpetolog (ur. 1851)
- 1946:
  - Eriks Ādamsons, łotewski prozaik, poeta (ur. 1907)
  - Józef Oppenheim, polski narciarz, taternik, rhatownik górski, działacz turystyczny (ur. 1887)
- 1948 – Wasyl Szyszkanynec, ukraiński porucznik UPA (ur. 1921)
- 1950 – Tommaso Costantino, włoski florecista, szpadzista (ur. 1885)
- 1951:
  - Giannina Russ, włoska śpiewaczka operowa (sopran) (ur. 1873)
  - Henry Taylor, brytyjski pływak (ur. 1885)
  - Wsiewołod Wiszniewski, rosyjski prozaik, dramaturg (ur. 1900)
- 1952:
  - Albert Forster, niemiecki polityk nazistowski, zbrodniarz wojenny (ur. 1902)
  - Tomasz Wiński, popski kapitan taborów (ur. 1893)
- 1954:
  - Włodzimierz Dzwonkowski, polski historyk, wykładowca akademicki (ur. 1880)
  - Władysław Gędłek, polski piłkarz (ur. 1920)
- 1955:
  - Cornelius Burdette, amerykański strzelec sportowy (ur. 1878)
  - Josiah Ritchie, brytyjski tenisista (ur. 1870)
- 1956:
  - Carlo Gnocchi, włoski duchowny katolicki, błogosławiony (ur. 1902)
  - Frigyes Riesz, węgierski matematyk, wykładowca akademicki (ur. 1880)
  - Romuald Sidorski, polski oficer, kawaler Orderu Virtuti Militari (ur. 1895)
  - Antoni Szlagowski, polski duchowny katolicki, biskup pomocniczy warszawski (ur. 1864)
- 1960:
  - Frank Stuart Flint, brytyjski poeta, tłumacz, krytyk literacki (ur. 1885)
  - Paul Mollenhauer, niemiecki ortopeda (ur. 1884)
- 1961 – Andriej Moskwin, rosyjski operator filmowy (ur. 1901)
- 1963 – Rajendra Prasad, indyjski polityk, pierwszy prezydent Indii (ur. 1884)
- 1964:
  - Gus Lesnevich, amerykański bokser (ur. 1915)
  - Timmy Mayer, amerykański kierowca wyścigowy (ur. 1938)
  - Mārtiņš Peniķis, łotewski generał (ur. 1874)
- 1966:
  - Charles Bassett, amerykański kapitan lotnictwa, astronauta (ur. 1931)
  - Elliott See, amerykański pilot wojskowy, astronauta (ur. 1927)
- 1967:
  - Hugh E. Blair, amerykański interlingwista (ur. 1909)
  - Karol Borysowicz, polski kapitan, ziemianin, przedsiębiorca (ur. 1886)
- 1968:
  - Frankie Lymon, amerykański piosenkarz (ur. 1942)
  - Seweryn Wysłouch, polski historyk państwa i prawa, wykładowca akademicki (ur. 1900)
- 1970 – Teofilo Spasojević, jugosłowiański piłkarz (ur. 1909)
- 1971:
  - Paul Bader, niemiecki generał artylerii (ur. 1883)
  - Pierino Gabetti, włoski sztangista (ur. 1904)
  - Paul de Kruif, amerykański mikrobiolog, pisarz pochodzenia holenderskiego (ur. 1890)
  - Gabriel (Ogorodnikow), rosyjski biskup prawosławny (ur. 1890)
- 1972 – Frederick Boylstein, amerykański bokser (ur. 1902)
- 1973:
  - Julian Grabowski, polski malarz, pedagog (ur. 1922)
  - Radko Kaska, czechosłowacki polityk, minister spraw wewnętrznych (ur. 1928)
  - Cecil Kellaway, brytyjski aktor pochodzenia południowoafrykańskiego (ur. 1893)
  - Andriej Kostriczkin, rosyjski aktor (ur. 1901)
  - Wiesław Ociepka, polski prawnik, polityk, poseł na Sejm PRL, minister spraw wewnętrznych, działacz sportowy (ur. 1922)
  - Józef Unrug, polski wiceadmirał (ur. 1884)
- 1974:
  - Gunnar Asther, szwedzki żeglarz sportowy (ur. 1892)
  - Eris O’Brien, australijski duchowny katolicki, arcybiskup Canberry-Goulburn (ur. 1895)
- 1975 – Włodzimierz Zonn, polski astronom (ur. 1905)
- 1976:
  - Zofia Stryjeńska, polska malarka, grafik, ilustratorka, scenograf (ur. 1891)
  - Józef Wittlin, polski poeta, prozaik, tłumacz (ur. 1896)
- 1977 – Antoni Konopelski, polski piłkarz (ur. 1929)
- 1978:
  - Philip Ahn, amerykański aktor pochodzenia koreańskiego (ur. 1905)
  - Janusz Meissner, polski kapitan pilot, pisarz, dziennikarz (ur. 1901)
- 1980:
  - Jadwiga Jędrzejowska, polska tenisistka (ur. 1912)
  - Stanisław Rybicki, polski major artylerii, samorządowiec, prezydent Częstochowy (ur. 1899)
- 1981:
  - Gasriet Alijew, radziecki porucznik (zm. 1922)
  - Tadeusz Czeżowski, polski filozof, logik, etyk, wykładowca akademicki (ur. 1889)
  - André Devaux, francuski lekkoatleta, sprinter (ur. 1894)
  - Albin Lesky, austriacki filolog klasyczny, wykładowca akademicki (ur. 1896)
  - Talbot Rothwell, brytyjski scenarzysta filmowy i telewizyjny (ur. 1916)
- 1982:
  - Jan Samuel Miklaszewski, polski grafik, rzeźbiarz, ilustrator (ur. 1907)
  - Lech Tomaszewski, polski architekt, rzeźbiarz, projektant, teoretyk sztuki (ur. 1926)
  - Mieczysław Tomkiewicz, polski malarz, plakacista (ur. 1905)
- 1983:
  - Jan Birkelund, norweski piłkarz (ur. 1950)
  - Tadeusz Kuta, polski pisarz, dziennikarz, publicysta (ur. 1935)
  - Wanda Wróbel-Stermińska, polska botanik, wykładowczyni akademicka (ur. 1911)
- 1985:
  - Ferdinand Alquié, francuski filozof, pisarz, wykładowca akademicki (ur. 1906)
  - David Byron, brytyjski wokalista, członek zespołu Uriah Heep (ur. 1947)
- 1986:
  - Zbigniew Biały, polski etnograf, wykładowca akademicki (ur. 1932)
  - Mieczysław Bram, polski aktor pochodzenia żydowskiego (ur. 1922)
  - Olof Palme, szwedzki polityk, premier Szwecji (ur. 1927)
- 1987:
  - Joan Greenwood, brytyjska aktorka (ur. 1921)
  - Włodzimierz Hodys, polski historyk sztuki, pedagog, animator kultury (ur. 1905)
  - Cornelis Jonker, holenderski żeglarz sportowy (ur. 1909)
  - Anny Ondra, czeska aktorka (ur. 1902)
- 1988 – Petro Łajko, ukraiński piłkarz, trener (ur. 1910)
- 1989: 
  - Hermann Burger, szwajcarski pisarz, literaturoznawca, germanista, wykładowca akademicki (ur. 1942)
  - Albin Siekierski, polski pisarz, scenarzysta, polityk, poseł na Sejm PRL  (ur. 1920)
- 1990 – Kornel Filipowicz, polski pisarz (ur. 1913)
- 1991 – Aleksander Konstanty Ihnatowicz-Świat, polski major kawalerii (ur. 1903)
- 1992 – Bolesław Orliński, polski pilot myśliwski i doświadczalny (ur. 1899)
- 1993 – Ishirō Honda, japoński aktor, reżyser i scenarzysta filmowy (ur. 1911)
- 1994:
  - Aleksander Frączkiewicz, polski muzykolog, pedagog (ur. 1910)
  - Wiesław Wiśniewski, polski astronom (ur. 1931)
- 1995 – Leonard Shure, amerykański pianista (ur. 1910)
- 1997:
  - Mieczysław Jagielski, polski ekonomista, polityk, minister rolnictwa, wicepremier (ur. 1924)
  - Edward Poradko, polski generał (ur. 1924)
- 1998:
  - Elsy Jacobs, luksemburska kolarka torowa i szosowa (ur. 1933)
  - Marie Kettnerová, czeska tenisistka stołowa (ur. 1911)
  - Antonio Quarracino, argentyński duchowny katolicki pochodzenia włoskiego, arcybiskup Buenos Aires i prymas Argentyny, kardynał (ur. 1923)
- 1999 – Bill Talbert, amerykański tenisista (ur. 1918)
- 2000 – Władysław Gnyś, polski podpułkownik pilot (ur. 1910)
- 2001 – Charles Pozzi, francuski kierowca wyścigowy pochodzenia włoskiego (ur. 1909)
- 2003:
  - Albert Batteux, francuski piłkarz, trener (ur. 1919)
  - Fidel Sánchez Hernández, salwadorski polityk, prezydent Salwadoru (ur. 1917)
- 2004:
  - Carmen Laforet, hiszpańska pisarka (ur. 1921)
  - Stanislaus Lo Kuang, chiński duchowny katolicki, arcybiskup Tajpej (ur. 1911)
- 2005:
  - Giovanni Invernizzi, włoski piłkarz, trener (ur. 1931)
  - Mario Luzi, włoski poeta (ur. 1914)
- 2006:
  - Owen Chamberlain, amerykański fizyk, laureat Nagrody Nobla (ur. 1920)
  - Peter Fan Wenxing, chiński duchowny katolicki, biskup (ur. 1921)
- 2007 – Arthur M. Schlesinger Jr., amerykański historyk, wykładowca akademicki (ur. 1917)
- 2008:
  - Zbigniew Galek, polski polityk, poseł na Sejm RP (ur. 1947)
  - Joseph Juran, amerykański teoretyk zarządzania (ur. 1904)
  - Janina Klawe, polska tłumaczka, historyk literatury (ur. 1921)
  - Witold Wincenty Staniszkis, polski inżynier hydrotechnik, polityk, więzień polityczny (ur. 1908)
- 2009 – Jan Turkiewicz, polski fizyk jądrowy, wykładowca akademicki (ur. 1934)
- 2010:
  - Bohdan Ejmont, polski aktor (ur. 1928)
  - Chūshirō Hayashi, japoński astrofizyk, wykładowca akademicki (ur. 1920)
- 2011:
  - Annie Girardot, francuska aktorka (ur. 1931)
  - Elsina Hidersha, albańska piosenkarka (ur. 1989)
  - Andrzej Kreütz-Majewski, polski scenograf, malarz (ur. 1936)
  - Jane Russell, amerykańska aktorka (ur. 1921)
  - Jan van Schijndel, holenderski piłkarz (ur. 1927)
- 2012:
  - Antonio Attolini Lack, meksykański architekt (ur. 1931)
  - Jaime Graça, portugalski piłkarz (ur. 1942)
  - Armand Penverne, francuski piłkarz (ur. 1926)
  - Zofia Turowicz, polska działaczka niepodległościowa, pilotka (ur. 1916)
- 2013:
  - Theo Bos, holenderski piłkarz, trener (ur. 1965)
  - Donald Arthur Glaser, amerykański fizyk, laureat Nagrody Nobla (ur. 1926)
  - Jean Honoré, francuski duchowny katolicki, arcybiskup Tours, kardynał (ur. 1920)
  - Michał Mazurkiewicz, polski lekarz weterynarii (ur. 1941)
  - Armando Trovajoli, włoski kompozytor muzyki filmowej (ur. 1917)
- 2014:
  - Kevon Carter, trynidadzko-tobagijski piłkarz (ur. 1983)
  - Michio Mado, japoński poeta (ur. 1909)
  - Piotr Przyłucki, polski generał brygady (ur. 1923)
  - Ryszard Rydzewski, polski reżyser filmowy (ur. 1928)
- 2015:
  - Mychajło Czeczetow, ukraiński polityk (ur. 1953)
  - Yaşar Kemal, turecki pisarz (ur. 1923)
  - Anthony Mason, amerykański koszykarz (ur. 1966)
  - Andrzej Pacholczyk, polski astronom (ur. 1936)
  - Józef Sondej, polski duchowny katolicki (ur. 1914)
- 2016:
  - Adam Augustyn, polski pisarz (ur. 1936)
  - Moisés Blanchoud, argentyński duchowny katolicki, biskup Río Cuarto, arcybiskup Salta (ur. 1923)
  - George Kennedy, amerykański aktor (ur. 1925)
  - Raúl Sánchez, chilijski piłkarz (ur. 1933)
  - Stanisław Wellisz, polski i amerykański ekonomista, wykładowca akademicki (ur. 1925)
- 2017:
  - Leoncjusz Ciuciura, polski kompozytor (ur. 1930)
  - Mieczysław Nowakowski, polski dyrygent (ur. 1934)
  - Władimir Pietrow, rosyjski hokeista, trener i działacz hokejowy (ur. 1947)
  - Nina Stano, polska śpiewaczka operowa (sopran koloraturowy) (ur. 1919)
- 2018:
  - Daniel Kozdęba, polski samorządowiec, prezydent Mielca (ur. 1976)
  - Stefán Kristjánsson, islandzki szachista (ur. 1982)
  - Stefan Müller, polski architekt, urbanista, teoretyk architektury (ur. 1934)
  - Bronisław Zelek, polski grafik, autor plakatów, projektant krojów typograficznych (ur. 1935)
- 2019:
  - Zdzisław Antczak, polski piłkarz ręczny (ur. 1947)
  - André Previn, amerykański pianista, dyrygent, kompozytor (ur. 1929)
  - Elliot Thomas, amerykański duchowny katolicki, biskup Saint Thomas (ur. 1926)
- 2020:
  - Janusz Cisek, polski historyk, wykładowca akademicki, urzędnik państwowy (ur. 1955)
  - Burkhard Driest, niemiecki aktor, reżyser i scenarzysta filmowy (ur. 1939)
  - Freeman Dyson, amerykański fizyk teoretyk, matematyk, futurolog, astrofizyk, wykładowca akademicki pochodzenia brytyjskiego (ur. 1923)
  - Giennadij Kuźmin, ukraiński szachista (ur. 1946)
- 2021:
  - Milan Bandić, chorwacki polityk, samorządowiec, burmistrz Zagrzebia (ur. 1955)
  - Jorge Oñate, kolumbijski piosenkarz, kompozytor (ur. 1949)
  - Glenn Roeder, angielski piłkarz, trener (ur. 1955)
- 2022:
  - Abu Zajd Umar Durda, libijski polityk, premier Libii (ur. 1944)
  - Iwan Dykoweć, ukraiński piłkarz (ur. 1938)
  - Piotr Majcher, polski lekarz, rehabilitant medyczny, wykładowca akademicki (ur. 1964)
  - Andriej Suchowiecki, rosyjski generał major (ur. 1974)
- 2023:
  - Pelayo Novo, hiszpański piłkarz (ur. 1990)
  - Józef Surowiec, polski działacz partyjny i państwowy (ur. 1935)
  - Jacek Szade, polski fizyk, wykładowca akademicki (ur. ?)
  - Grant Turner, nowozelandzki piłkarz (ur. 1958)
  - Helena Tyszkiewicz, polska bibliotekarka, poetka, pisarka, publicystka, animatorka życia kulturalnego (ur. 1928)
  - Zenon Waszczyszyn, polski profesor nauk technicznych (ur. 1935)
- 2024:
  - Wołodymyr Danyluk, ukraiński piłkarz (ur. 1947)
  - Eugen Indjic, amerykański pianista pochodzenia rosyjsko-serbskiego (ur. 1947)
  - Lisa Lane, amerykańska szachistka (ur. 1933)
  - Achim Müller, niemiecki chemik, wykładowca akademicki (ur. 1938)
  - Nikołaj Ryżkow, rosyjski inżynier, polityk, premier ZSRR (ur. 1929)
  - Awraham Szochat, izraelski samorządowiec, polityk, burmistrz Arad, minister finansów (ur. 1936)